# 舒行
舒行（1910年12月—2000年1月3日），原名胡元绍、胡喜庆。江西省吉安县（今吉安市吉州区）长塘镇桥南村人。中国人民解放军开国少将。吉林省军区第一副司令员。

## 生平
曾任中国人民志愿军50军第二参谋长。1955年，授予中国人民解放军少将。
1929年10月，参加了儒延坊红军游击第一大队。不久任班长、排长。1930年3月在油田青山战斗负重伤。1930年康复后归队，参加了第七、八、九次攻打吉安战斗。攻克吉安后，从红军游击队升级到红三军团，同年加入中国共产主义青年团，1931年转入中国共产党。历任特务连班长、排长、教导营第一连指导员、红三军团政治部宣传队长。1933年还担任过南丰县县委书记。长征途中任红三军团红四师红十团党总支书记。1935年5月11日攻打会理战斗，被一发炮弹破片击中，头顶的头发头皮全部被削平，血肉模糊，不省人事，在没有麻药情况下，从头部、四肢和身上取出了12块弹片。后在延安的医院里又取出20块弹片，但仍有4块弹片无法取出。1936年4月下旬，渡黄河东征山西攻打霍县时，一颗子弹从左腿膝盖处打进去，穿通后又击中右腿同一个部位，动脉被切断。回延安养好伤后双腿的膝盖处伸不直，走起路来弯曲一拐一闪，成了半蹲的“二等甲级革命残废军人”。
“西安事变”后，随周恩来去西安做张、杨部队军官和青年学生的统战工作，改名舒行。1937年春回延安在中国人民抗日军政大学任教员。
抗战爆发后，任抗大第七大队第三队队长，抗大二分校第二大队大队长，晋察冀分局党校大队长，冀中军区游击第五总队总队长。1942年2月17日包森牺牲后，继任晋察冀军区冀东第十三团团长，政委李子光，副司令单德贵，参谋长陈云中，政治部主任王文。1944年11月任冀热辽军区第十四军分区司令员，政治委员李子光兼、副司令员兼参谋长曾雍雅、副政委兼政治部主任黄文。第十三团团长陈云中/师军，政治委员王文，副团长王振东。1945年1月，舒行带队在平谷东高村伏击单德贵伪军“京北剿匪支队”时，第十三团部分基层干部战士不愿打自己原来的老首长和老战友，战斗中不向伪军开枪投手榴弹，一场设计很好的伏击战打成了击溃战，跟在后边的日军冲上来后，打伏击者反而吃了亏。
1945年8月日本投降后，第十四军分区作为冀热辽挺进东北的西路军，和地委书记兼政治委员李子光、副政委兼政治部主任黄文，率领第13团1、2、3、4连和特务连组成北进第一支队，开辟热河地区，部队迅速发展壮大，以1、4连和特务连一部扩编为第4团，全团1800人；以2、3连和特务连一部扩编为第5团，全团1300多人；以第4团和第5团组建冀热辽军区第24旅。1945年底改为晋察冀第二野战军热河纵队第二旅。1946年9月热河纵队第二旅与热河纵队第三旅合编为冀热辽独立第13旅，旅长黄皓显、政委陈仁麒，其中原第4团、第5团合编为第37团。1947年8月，独立第13旅改编为东北民主联军第八纵队第22师，第37团改为第64团。1948年11月改编为中国人民解放军第四十五军第133师第397团。1952年8月第133师调归第四十六军建制。1969年12月改为第138师第412团。
解放战争时期，任热河军区参谋长兼承德卫戍区司令员，冀热察军区参谋长，1948年任东北野战军第十一纵队参谋长，第四野战军第四十八军副军长，第五十军第二参谋长。
中华人民共和国成立后，任中国人民志愿军第五十军第二参谋长。1952年秋回国治病。1955年任吉林省军区第一副司令员。1955年被授予少将军衔。获二级八一勋章、二级独立自由勋章、二级解放勋章、一级红星功勋荣誉章。
1970年1月到吉安军分区干部休养所离职休息。因肺癌晚期病逝于江西，终年90岁。

## 家人
妻子王克（1922-2021），原名王佩芬，博野县小庄头村人。大姐王佩萱（王佩珊）1925年入党。1938年参加革命。1942年结婚，育有一子一女。曾任博野县妇救会宣传委员、冀中十分区的联合县妇女委员会主任、晋察冀十四地委秘书、热河省委组织部干事、解放军第五十军政治部宣传科科长等职。1953年转业，副厅级待遇离休。
女儿舒娟
儿子舒放